# Allocormodes maynei
Allocormodes maynei is een insect uit de familie van de vlinderhaften (Ascalaphidae), die tot de orde netvleugeligen (Neuroptera) behoort. 
Allocormodes maynei is voor het eerst wetenschappelijk beschreven door Navás in 1925.